# إعادة التوطين نحو الشرق

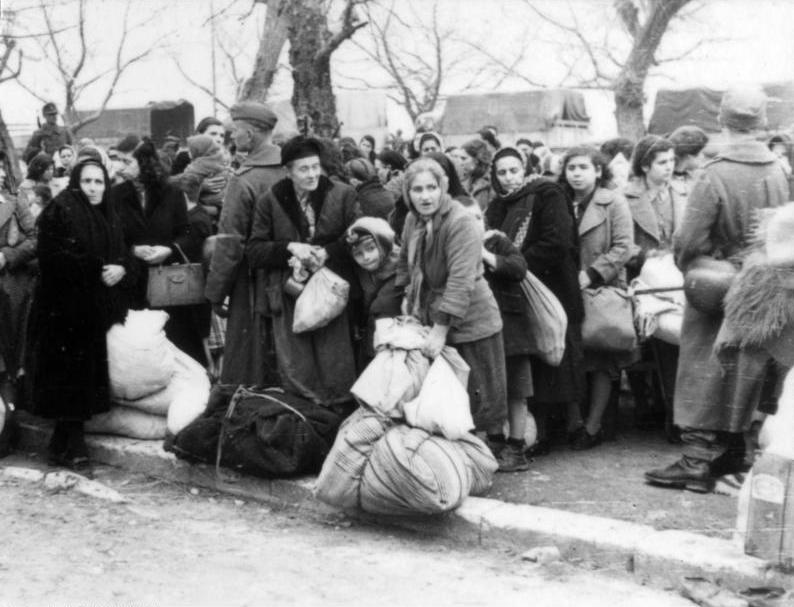
ترحيل اليهود من اليونان في مارس 1944.

كان مصطلح إعادة التوطين نحو الشرق (بالألمانية: Umsiedlung nach dem Osten)، عبارة نازية منمقة استخدمت للإشارة إلى ترحيل اليهود وغيرهم مثل الغجر إلى معسكرات الإبادة ومواقع القتل الأخرى جزءًا مما سُمي بالحل الأخير للقضية اليهودية. استخدم النازيون هذا التعبير الملطف في محاولة لخداع ضحاياهم وإيهامهم «بإعادة توطينهم» في مكان آخر، عادة ما يكون معسكر أشغال، لكن لم يصدق جميع الضحايا هذا الادعاء. استخدم الألمان أيضًا كلمة «إجلاء» التي تعني ضمنيًا النجاة من الخطر، ولكنها كانت عبارة أخرى مضللة للضحايا أيضًا. منح اليهود حق أخذ أمتعة قليلة، ولكن الحقائب حُمّلت بشكل منفصل، وغالبًا ما تركت في المحطة بهدف التخلص منها لاحقًا، بعد مغادرة القطارات. حُشد اليهود الألمان وأمتعتهم علانية، وعلى مرأى ومسمع الشعب قبل نقلهم إلى محطة السكك الحديدية المحلية. وبهدف الحفاظ على مصداقية الكذبة، تسلم اليهود تذاكر سفر، وحملت الأمتعة بشكل منفصل ثم جُمعت من الضحايا بعد قتلهم.

## قطارات الهولوكوست
نقل معظم الضحايا إلى حتفهم بواسطة قطارات الرايخسبان، التابعة لسكك الحديد الوطنية الألمانية، في عربات ماشية مقفلة وخالية من النوافذ، دون أي تدابير صحية (باستثناء دلو في أحد أركان العربة)، وبدون ماء أو طعام باستثناء أي شيء أحضره الضحايا معهم. كانت هذه العربات مخصصة لنقل الحيوانات مثل الأغنام والماشية ولم تستخدم أبدًا لحمل البشر. كان من المفترض أن يضع الألمان 50 شخصًا فقط في كل عربة، لكنها كانت عادة مليئة بمئة إلى مئة وخمسين ضحية، وقد جعل هذا الاكتظاظ الشديد الجلوس مستحيلًا، مما زاد من محنتهم لأن الجميع أُجبروا على الوقوف لفترات طويلة من الزمن. وبالتالي، فقد كانت حرية الحركة مستحيلة، وكذلك ممارسة أي نوع من التمارين الرياضية. أعطيت قطارات الهولوكوست أولوية منخفضة للغاية في نظام السكك الحديدية، واستغرق العديد منها عدة أيام للوصول إلى وجهاتها القاتمة، مما زاد من معدل الوفيات على متنها. لم يقدم الألمان الذين أداروا هذا النظام اللاإنساني أي نوع من أنواع المؤن، وكان هناك العديد من الوفيات الناجمة عن الجفاف الذي أدى إلى الإغماء، ثم فقدان الوعي الذي أعقبه الموت. لم يبذل مشغلو السكك الحديدية أو العمال أي محاولات لتخفيف هذه الضغوط الشديدة على ركابهم، على الرغم من أن هؤلاء الأشخاص قد دفعوا أجرة نقلهم. وقد استخدمت معاملة مماثلة في معسكرات الاعتقال عقابًا للسجناء. كان النظام الغذائي المعتاد في هذه الأماكن (وفي أحياء اليهود) نظام تجويع يحتوي على سعرات حرارية أقل مما يحتاجه الجسم بشكل يومي للبقاء على قيد الحياة.
استأجر أدولف آيخمان قطارات الهولوكوست، وطالبت الرايخسبان، مؤسسة السكك الحديدية الوطنية الألمانية، الضحايا بدفع ثمن تذاكر اتجاه واحد، على الرغم من السماح للأطفال دون سن الرابعة بالسفر مجانًا إلى حتفهم. سافرت القطارات إلى معسكرات الموت المحلية في بولندا المحتلة من قبل ألمانيا في خيلمنو، وبيلزيك، وتريبلينكا، ومايدانيك، وأوشفيتز- بيركيناو، لكن القطارات الأولى في عامي 1939 و1940 سافرت أيضًا إلى الأحياء اليهودية النازية في الشرق، وعادة ما يُقتل الضحايا هناك على يد وحدات القتل المتنقلة الأينزاتسغروبن التي نظمها راينهارد هايدريش. كانت الظروف على متن قطارات الهولوكوست سيئة للغاية لدرجة أن العديد من الركاب لقوا حتفهم في طريقهم إلى معسكرات الموت، خاصة وأن الوصول إلى وجهاتهم غالبًا ما كان يستغرق عدة أيام. كانت عربات الماشية التي نُقل فيها الضحايا غير مدفأة نهائيًا في الشتاء وغير مهواة في الطقس الحار، وبالتالي تعرض الركاب للجفاف أو انخفاض درجة حرارة الجسم أو ضربة الشمس. كانت الوفيات بين كبار السن والأطفال والمرضى شائعة جدًا، ورميت جثثهم من القطار كلما توقف. ومن أجل إكمال المسرحية، أعطى الحراس بعض الركاب بطاقات بريدية لإرسالها إلى أقاربهم كتب عليها كلمات حول عملية «إعادة توطينهم» الناجحة. استمر هذا الخداع حتى في معسكرات الموت، مثل خلق محطة وهمية في معسكري تريبلينكا وسوبيبور مزودة بلافتات وساعة محطة (مع وقت محدد مرسوم فيها) وأحواض الزهور بهدف طمأنة الضحايا الذين رُحلوا إلى هناك.

## أينزاتسغروبن
ذكرت تقارير مجموعات الأينزاتسغروبن بأن اليهود الذين أعدموا محليًا قد «أعيد توطينهم»: «كان من المفهوم أن المصطلح الملطف «أعيد توطينه» يعني شيئًا آخر (قتل أو أعدم)». خلال الحرب، حذرت الصحافة البولندية السرية بالفعل وسائل الإعلام الأجنبية من قبول ادعاء إعادة التوطين في ظاهره. يزعم منكرو الهولوكوست أن استخدام العبارة في الوثائق النازية يشير إلى إعادة التوطين الفعلي لليهود، وليس قتلهم، لكن المؤرخين يرفضون مثل هذه الادعاءات.